# Maurizio D'Alberti Della Briga
Maurizio D'Alberti Della Briga est un homme politique italien du XIXe siècle, député de la province de Nice au parlement de Turin.

## Biographie
Né à Briga Marittima (Cuneo) le 30 novembre 1804, Maurizio d'Alberti Della Briga est décédé à Briga Marittima (Cuneo) le 15 avril 1887.
Officier du génie militaire, conservateur, il est élu député du collège de Sospel pour les 4e, 5e et 6e législatures.
Maurizio est le frère cadet du Comte Pietro Francesco d'Alberti della Briga né le 20 janvier 1800, marié le 5 avril 1842 avec Anastasia Cotta Lascaris, décédé le 25 septembre 1866.
De Pietro Francesco descendent les Comtes d'Alberti della Briga de cette date à nos jours (Gabriele, Guido, Marco e Théodore).